# Caminau

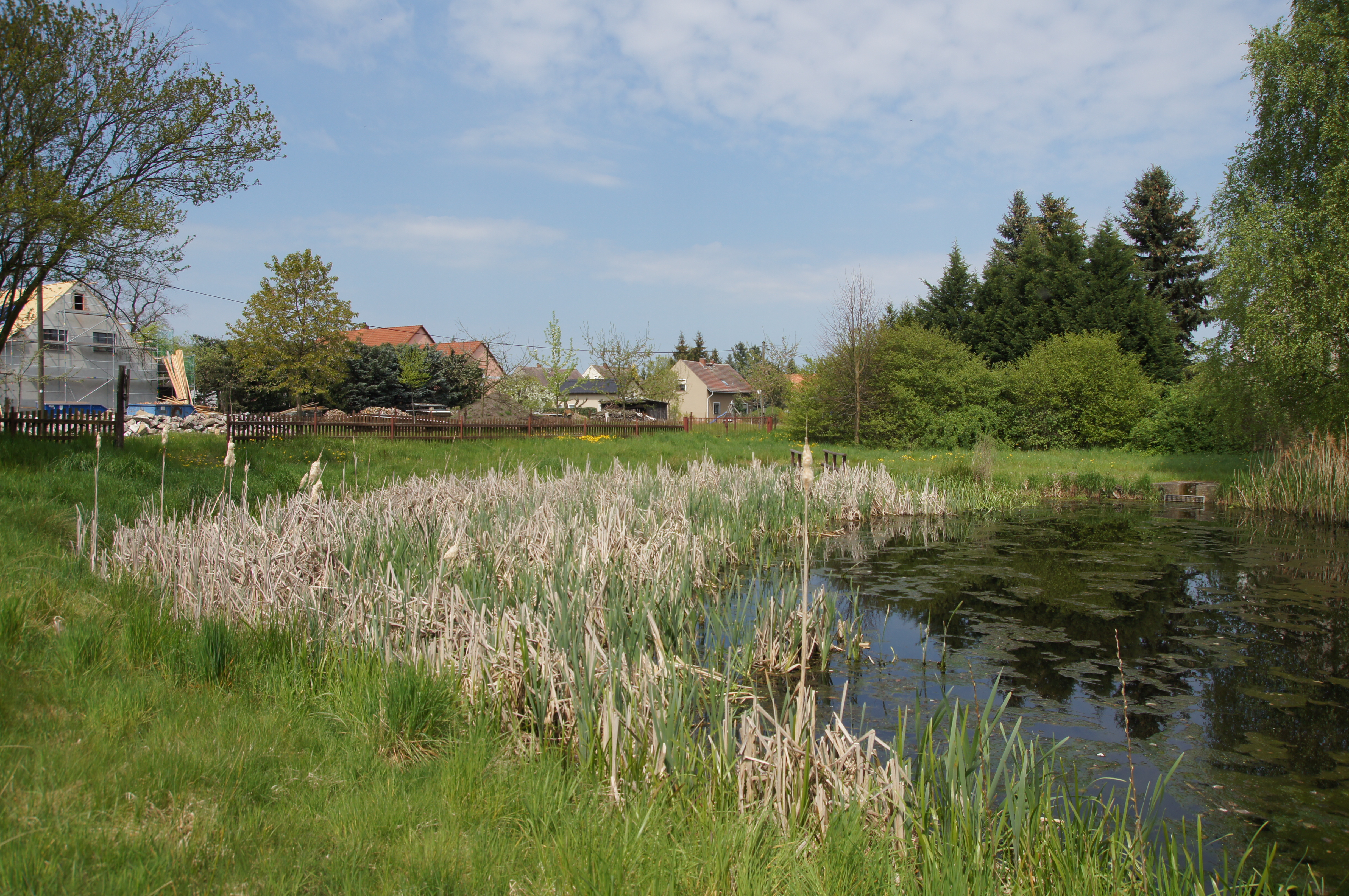
Dorfteich in Caminau

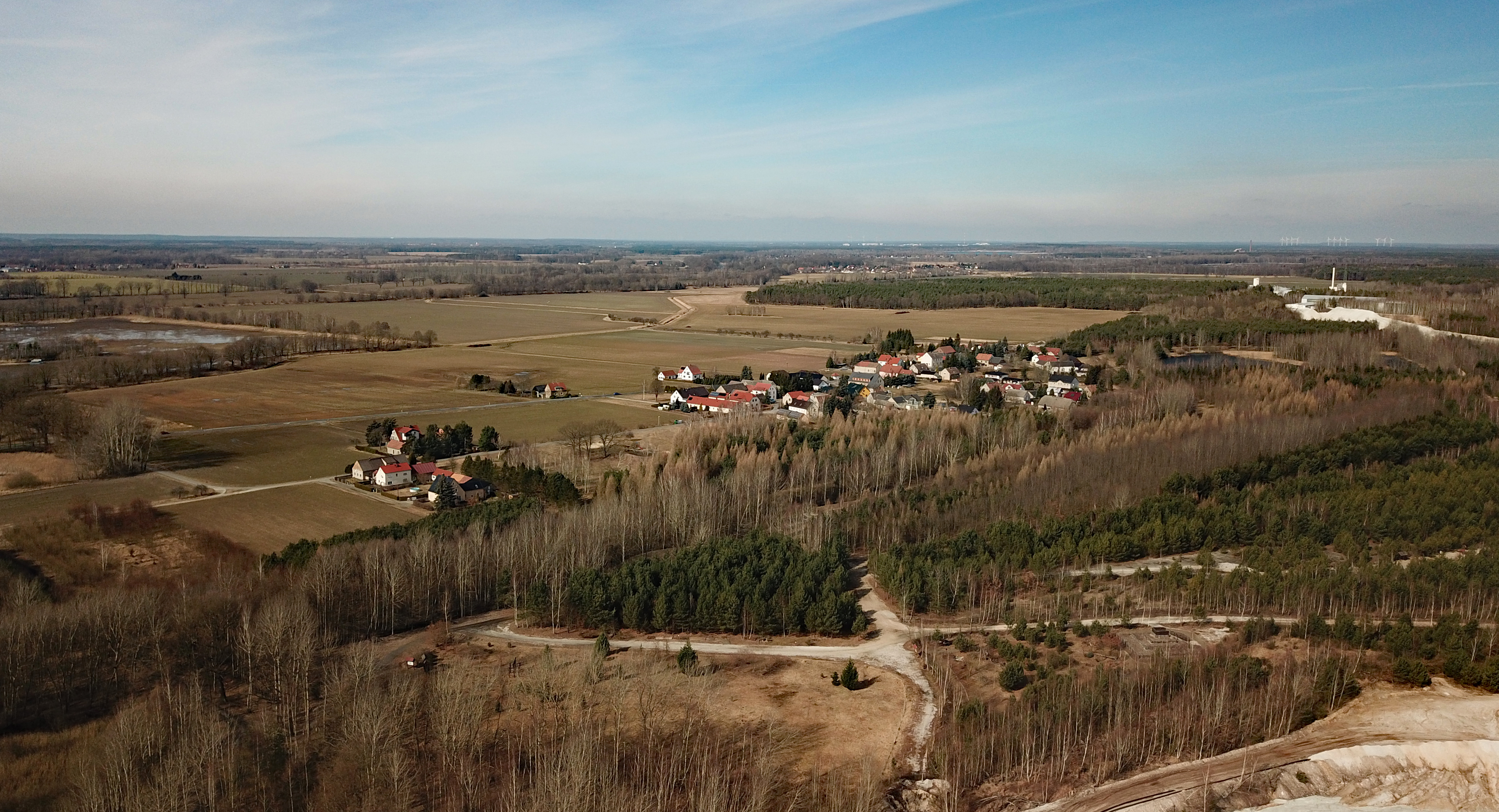
Luftbild

Caminau, obersorbisch Kamjenejⓘ, ist ein Dorf im sächsischen Landkreis Bautzen. Seit 1936 ist es ein Ortsteil der Gemeinde Königswartha. Caminau zählt zum Siedlungsgebiet der Sorben in der Oberlausitz.
Caminau befindet sich direkt an der Bundesstraße 96 nördlich von Königswartha und ist umgeben von zahlreichen Fischteichen. Im Dezember 2022 hatte der Ortsteil 110 Einwohner.

## Geschichte
Caminau wurde 1532 als Camen erstmals erwähnt. Der Ortsname bedeutet etwa „steiniger Ort“, entsprechend dem sorbischen Wort kamjeń für Stein. Im Jahr 1773 lebten im Ort fünf „besessene Mann“, drei Gärtner und fünf Häusler.
Um 1900 entdeckte man beim Brunnenbohren ein reiches Kaolinvorkommen, das seit 1904 im Tagebau abgebaut wird. Das daraus hervorgegangene Kaolinwerk Caminau ist heute einer der größten industriellen Arbeitgeber in der Region.
Seit dem 1. April 1936 gehört Caminau zur Gemeinde Königswartha.
Unter Archäologen ist Caminau durch sein prähistorisches Gräberfeld bekannt, das 1904 beim Aufschluss der Kaolingrube entdeckt wurde. Es erstreckt sich auf einem Areal von 500 × 200 Metern und gehört zu den bedeutendsten der Lausitz. Die ältesten nachgewiesenen Grabanlagen datieren aus der Zeit der Schnurkeramik, die jüngsten um 500 v. Chr.

## Bevölkerung und Sprache
Für seine Statistik über die sorbische Bevölkerung in der Oberlausitz ermittelte Arnošt Muka in den achtziger Jahren des 19. Jahrhunderts eine Bevölkerungszahl von 174, darunter 164 Sorben (94 %) und zehn Deutsche. Der Sprachwechsel zum Deutschen erfolgte überwiegend bis zur Mitte des 20. Jahrhunderts.

## Sehenswürdigkeiten

### Burgruine Caminau
Eine Kunstburg, die im Rahmen verschiedener Arbeitsbeschaffungsmassnahmen zur Sanierung und Rekultivierung des ehemaligen Tagebaugeländes des Caolinwerkes Caminau erbaut wurde.

### Totholzpark Caminau
In einem stillgelegten Kaolin-Bergwerk (Tagebau) wurde ein dendrologischer Lehrpfad mit Feuchtbiotop eingerichtet. Alles eingebettet in einen Totholzpark mit Pseudoruine inklusive Amphitheater sowie Waldspielplatz mit Waldschule.